# Max von Laue
Max Theodor Felix von Laue (Pfaffendorf, 9 ottobre 1879 – Berlino, 24 aprile 1960) è stato un fisico e cristallografo tedesco, vincitore del Premio Nobel per la fisica nel 1914 per la scoperta della diffrazione dei raggi X da parte dei cristalli.
Inoltre s'impegnò anche in ottica, cristallografia, meccanica quantistica, superconduttività e nella teoria della relatività. Von Laue occupò anche numerose posizioni amministrative che gli permisero di migliorare, guidare e sviluppare per quattro decenni la ricerca tedesca. Egli fu in prima linea nella riorganizzazione della ricerca tedesca in seguito alla seconda guerra mondiale.

## Biografia

### Formazione
Laue nacque in Pfaffendorf, ora parte della città di Coblenza. Nel 1898 fu chiamato alla leva militare, terminata la quale iniziò i suoi studi in matematica, fisica e chimica nel 1899: presso l'Università di Strasburgo, l'Università di Gottinga e l'Università Ludwig Maximilian di Monaco.  A Gottinga, egli fu influenzato positivamente dai fisici Woldemar Voigt e Max Abraham e dal matematico David Hilbert. Dopo un solo semestre a Monaco, si trasferì all'Università Humboldt di Berlin nel 1902. Lì egli studiò presso Max Planck, il quale diede nascita alla teoria dei quanti nel 14 dicembre 1900. A Berlino, Laue seguì le lezioni di Otto Lummer sulla radiazione del calore e la spettroscopia dell'interferenza, la cui influenza si può chiaramente osservare nella tesi di Laue sui fenomeni di interferenza, per la quale ricevette il dottorato nel 1903.

### Carriera
Nel 1906 Laue divenne Privatdozent (Libero docente) a Berlino e assistente di Planck. Incontrò anche Albert Einstein per la prima volta; i due divennero amici e Laue portò il suo contributo allo sviluppo e divulgazione della teoria della relatività di Einstein. Laue rimase assistente di Planck fino al 1909. A Berlino, lavorò all'applicazione dell'entropia ai campi delle radiazioni e al significato termodinamico della coerenza delle onde luminose.
Dal 1909 al 1912, Laue fu un Privatdozent all'Istituto di fisica teorica, presso Arnold Sommerfeld, all'Università Ludwig Maximilian. Tra il Natale del 1911 e il gennaio 1912, Paul Peter Ewald stava concludendo la sua tesi da dottorando sotto Sommerfeld. Ewald parlò a Laue a proposito degli argomenti e dei risultati della sua tesi. La lunghezza d'onda di cui Ewald parlava era nel campo del visibile dello spettro e quindi più larga dello spazio tra i risuonatori nel modello di cristallo di Ewald. Laue volle sapere quali fossero i possibili effetti se fossero state usate lunghezze d'onda inferiori. In giugno, Sommerfeld segnalò a Paul Knipping e Walter Friedrich dell'Università Ludwig Maximilian  e alla Physikalische Gesellschaft il successo di Laue nella diffrazione dei raggi x, per il quale Laue fu premiato del Premio Nobel per la fisica nel 1914. Intanto a Monaco egli scrisse il primo volume del suo libro sugli studi della relatività del periodo tra il 1910 e il 1911.
Nel 1912, Laue fu chiamato all'Università di Zurigo come professore straordinario di fisica. Nel 1913, suo padre fu innalzato al rango di nobile ereditario; perciò Laue divenne Max von Laue.

## Opere

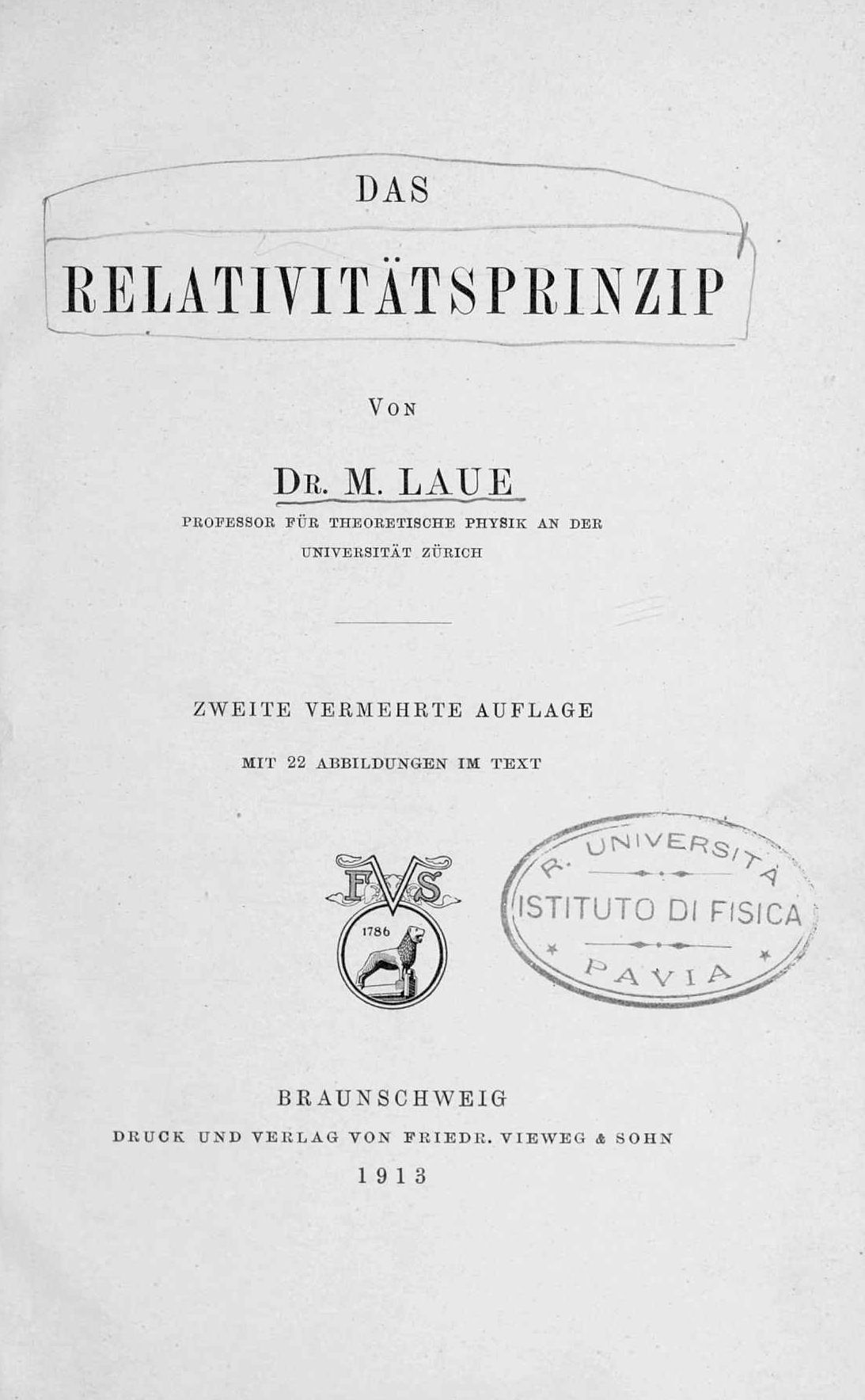
Relativitätsprinzip, 1913

- (DE) Relativitätsprinzip, Braunschweig, Vieweg und Sohn, 1913.

## Curiosità
Il grande fisico tutte le volte che usciva di casa aveva sempre premura di tenere occupate entrambe le mani con qualcosa per evitare di fare il saluto a Adolf Hitler.